# サーチライト (玉置浩二の曲)
「サーチライト」は、日本のシンガーソングライターである玉置浩二の楽曲。
2013年11月27日にソニー・ミュージックマーケティングユナイテッドのSALTMODERATEレーベルから25枚目のシングルとしてリリースされた。前作「純情」（2013年）よりおよそ7か月ぶりにリリースされたシングルであり、作詞は須藤晃、作曲およびプロデュース
は玉置が担当している。
本作は日本テレビ系テレビドラマ『東京バンドワゴン〜下町大家族物語』（2013年）のエンディングテーマとして使用され、家族愛をテーマにした同ドラマの内容に通ずる「無償の愛」を表現した楽曲となっている。13枚目のアルバム『GOLD』（2014年）からの先行シングルとしてリリースされ、オリコンシングルチャートにて最高位32位となった。
26枚目のシングル「星路」（2022年）は日本コロムビアからのリリースとなったため、本作がSALTMODERATEレーベルからリリースされた最後のシングルとなった。

## リリース、音楽性と歌詞、チャート成績
本作は2013年11月27日にソニー・ミュージックマーケティングユナイテッド内の自主レーベルであるSALTMODERATEからマキシシングルおよびデジタル・ダウンロードでリリースされた。初回限定盤には本作の押尾コータローとのコラボレーションバージョンが収録された。ベスト・アルバム『ALL TIME BEST』（2017年）の楽曲解説では、エンディングテーマとして使用されたテレビドラマが家族愛をテーマにしたものであったことから、それに相応しい形の男女間を越えた深い「無償の愛」を歌詞にしていると表記している。玉置の歌声に関しては「深みと色気が増した」、「心に響く」と表現している。
本作はオリコンシングルチャートにて最高位32位の登場週数5回となり、売り上げ枚数は0.7万枚となった。本作の売り上げ枚数は玉置のシングル売上ランキングにおいて15位となった。また、本作は玉置のソロ・デビュー35周年記念ベスト・アルバム『THE BEST ALBUM 35th ANNIVERSARY 〜メロディー〜』（2022年）の収録曲を決定するファン投票において第2位となった。2022年に実施されたねとらぼ調査隊による玉置のシングル曲人気ランキングでは5位となった。

## メディアでの使用
本作は日本テレビ系テレビドラマ『東京バンドワゴン〜下町大家族物語』（2013年）のエンディングテーマとして使用された。同ドラマには玉置も出演しており、連続ドラマへの出演は日本テレビ系テレビドラマ『あいのうた』（2005年）以来およそ8年振りとなった。同ドラマへの出演に対して玉置は出演オファーを7回断ったが、プロデューサーと実際に会って話したところ意気投合し出演を快諾する事となった。またドラマにて共演したKAT-TUNの亀梨和也と共にスペシャルユニット「堀田家BAND」を結成し、オープニングテーマとして使用された「サヨナラ☆ありがとう」が11月6日にリリースされ、初週8.2万枚を売り上げ11月18日付けのオリコンシングルチャートにて1位を獲得、玉置としては安全地帯のシングル「悲しみにさよなら」（1985年）以来28年2ヶ月振りとなる1位獲得となった。11月10日には「堀田家BAND」として某大学の学園祭に飛び込み参加し演奏を行った。

## シングル収録曲

### 初回限定盤
| 全作詞: 玉置浩二、須藤晃、全作曲: 玉置浩二、全編曲: Tomi Yo。 |                                        |                   |            |      |
| #                                                             | タイトル                               | 作詞              | 作曲・編曲 | 時間 |
| 1.                                                            | 「サーチライト」                       | 玉置浩二、 須藤晃 | 玉置浩二   | 4:46 |
| 2.                                                            | 「スイカの種 feat.沖仁」               | 玉置浩二、 須藤晃 | 玉置浩二   | 3:03 |
| 3.                                                            | 「サーチライト with 押尾コータロー」   | 玉置浩二、 須藤晃 | 玉置浩二   | 4:30 |
| 4.                                                            | 「サーチライト」(Instrumental)         | 玉置浩二、 須藤晃 | 玉置浩二   | 4:48 |
| 5.                                                            | 「スイカの種 feat.沖仁」(Instrumental) | 玉置浩二、 須藤晃 | 玉置浩二   | 3:02 |
| 合計時間:                                                     | 合計時間:                              | 20:09             |            |      |

### 通常盤
| 全作詞: 玉置浩二、須藤晃、全作曲: 玉置浩二、全編曲: Tomi Yo。 |                                        |                  |            |      |
| #                                                             | タイトル                               | 作詞             | 作曲・編曲 | 時間 |
| 1.                                                            | 「サーチライト」                       | 玉置浩二、須藤晃 | 玉置浩二   | 4:46 |
| 2.                                                            | 「スイカの種 feat.沖仁」               | 玉置浩二、須藤晃 | 玉置浩二   | 3:05 |
| 3.                                                            | 「サーチライト」(Instrumental)         | 玉置浩二、須藤晃 | 玉置浩二   | 4:48 |
| 4.                                                            | 「スイカの種 feat.沖仁」(Instrumental) | 玉置浩二、須藤晃 | 玉置浩二   | 3:02 |
| 合計時間:                                                     | 合計時間:                              | 15:41            |            |      |

## 参加ミュージシャン
- 玉置浩二 - ボーカル
- トオミヨウ - キーボード、プログラミング
- 安達貴史 - ベース
- 吉田宇宙ストリングス - ストリングス

## リリース履歴
| No. | 日付           | レーベル          | 規格                                  | 規格品番                          | 最高順位 | 備考 |
| --- | -------------- | ----------------- | ------------------------------------- | --------------------------------- | -------- | ---- |
| 1   | 2013年11月27日 | SMM／SALTMODERATE | マキシシングル デジタル・ダウンロード | ZMCL-5（初回盤） ZMCL-6（通常盤） | 32位     |      |

## 収録アルバム
「サーチライト」
- 『GOLD』（2014年）
- 『玉置浩二LIVE旭川市公会堂』（2015年） - ライブ・バージョンで収録。
- 『ALL TIME BEST』（2017年）
- 『THE BEST ALBUM 35th ANNIVERSARY 〜メロディー〜』（2022年）